# اچ‌دی ۱۷۵۱۶۷
اچ‌دی ۱۷۵۱۶۷ یک ستاره است که در صورت فلکی طاووس قرار دارد.